# 안성고등학교 (경기)
안성고등학교(安城高等學校)는 대한민국 경기도 안성시 금산동에 있는 공립 고등학교이다. 과거 도전! 골든벨에 참가한 학교가 도전한 적이 없는 학교였다. 

## 학교 연혁
- 1965년 12월 28일 : 안성고등학교 설립인가(안성중 병설)
- 1966년 3월 4일 : 안성고등학교 개교 및 입학식
- 1966년 3월 4일 : 초대 박재순 교장 취임
- 1967년 6월 7일 : 안성읍 금산리에 중·고 부지 매입
- 1969년 2월 20일 : 제1회 졸업식 (1학급 49명)
- 1971년 2월 20일 : 안성중·고 석정리(현 산업대)에서 금산리 신축교사로 이전
- 1975년 11월 20일 : 안성중학교에서 안성고 신축교사로 이전
- 1989년 4월 12일 : 독서실 준공(독서대 120석)
- 1997년 10월 30일 : 도교육청 지정 연구학교 운영 보고회
- 2003년 3월 : 특별실 증축, 정구부 합숙소 신축
- 2009년 4월 : BTL 체육관 신축
- 2009년 9월 1일 : 21학급 인가
- 2010년 3월 : 특수학급 교실 증설
- 2021년 5월 : 안성혁신교육지구 공간혁신 행복교실 구축
- 2022년 3월 : 혁신학교 지정
- 2023년 9월 1일 : 제22대 이호진 교장 취임
- 2024년 1월 10일 : 제56회 졸업식(7학급 200명) 졸업색 총수 14,501명
- 2024년 3월 4일 : 제59회 입학식(230명)

## 참고 자료
- 안성고등학교 - 한국교육학술정보원 학교알리미